# Portada/efemèride octubre 20
Kamala Harris
« 19 d'octubre · 20 d'octubre · 21 d'octubre »